# Johann Andreas Stein
Johann (Georg) Andreas Stein (1728-1792) là thợ làm đàn người Đức. Ông là người phát minh ra fortepiano, cây đàn có cấu trúc nhẹ và đơn, cây đàn được những Joseph Haydn, Wolfgang Amadeus Mozart và Ludwig van Beethoven sử dụng. Stein là một nhân vật quan trọng trong lịch sử chế tạo piano và chịu trách nhiệm chính về việc thiết kế bộ máy búa cơ học Đức (sau này được cải tiến thành "bộ máy cơ thành Viên"). Stein học nghề chế tạo đại phong cầm từ cha mình ở Heidelsheim. Từ tháng 8 năm 1748 đến tháng 1 năm 1749 ông làm thuê tại xưởng của Johann Andreas Silbermann ở Strasbourg và xưởng của Frantz Jacob Spath ở Regensburg.
Năm 1777 tại Augsburg Stein làm quen với nhà soạn nhạc Mozart. Mozart đã sử dụng những cây đàn của ông trong buổi công diễn bản concerto dành cho ba piano của mình được tổ chức vào ngày 22 tháng 10. Trong buổi biểu diễn này các nghệ sĩ độc tấu gồm có Mozart, nghệ sĩ chơi đàn organ nhà thờ Demmler và Johann Andreas Stein. Trong một bức thư gửi cho cha mình Mozart đã chia sẻ rằng ông đánh giá cao những cây đàn piano của Stein.
Cho đến nay vẫn có hai cây đàn của Stein còn tồn tại, một trong số chúng hiện đang được lưu giữ tại Bảo tàng Quốc gia Budapest. Cây đàn này từng được Leopold Mozart mua để sử dụng trong những chuyến công diễn cùa mình. Nhạc cụ còn lại là sự kết hợp giữa đàn piano và đại phong cầm, hiện đang được lưu giữ tại Bảo tàng Lịch sử của Gothenberg.

#### Là một hình mẫu cho các nhạc cụ hiện đại
Những cây đàn piano của Stein là hình mẫu cho các nhà chế tạo đàn đương đại như Philip Belt và Paul McNulty.